# Distretto di Baghran

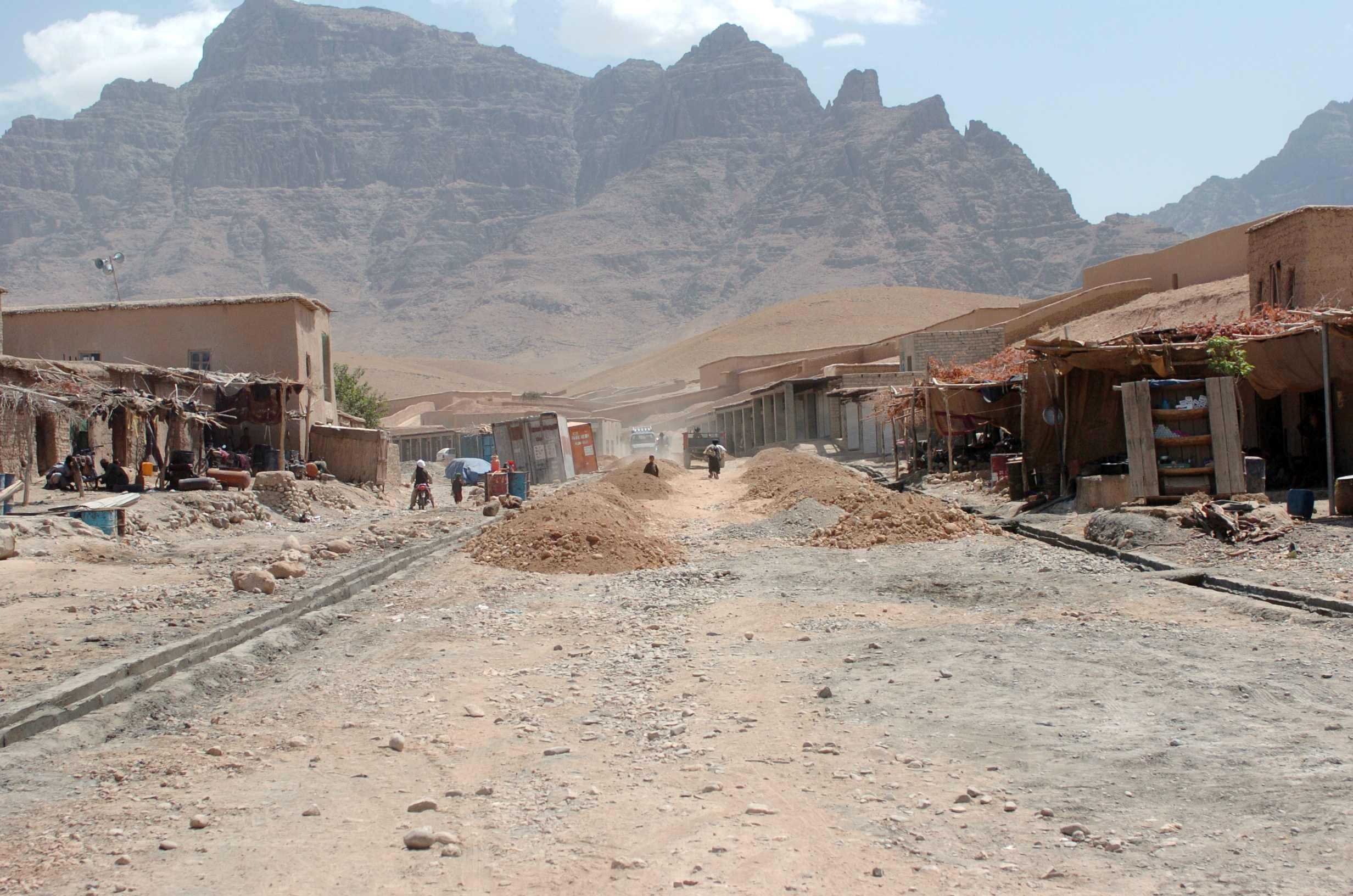
Villaggio di Baghran

Il distretto di Baghran è un distretto dell'Afghanistan situato nell'area settentrionale della provincia dell'Helmand. La popolazione nel 2002 era stimata in 82.018 abitanti, per il 90% di etnia Pashtun e per il 10% Hazara. Il centro amministrativo del distretto è il villaggio di Baghran; nell'intero distretto si contano circa 450 villaggi.
Baghran è dominata dall'omonima valle ed è una roccaforte del tradizionale potere tribale pashtun; durante l'occupazione russa, qui vi furono diversi scontri militari. Rais-al-Baghrani, un ex leader talebano, ha recentemente accettato di cooperare con il governo afghano e le forze della coalizione al programma Takm-e-so (Riconciliazione e perdono). La principale produzione del distretto è, eccezion fatta per l'oppio, il grano.